# Hiëroglief

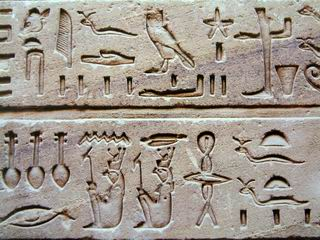
Egyptische hiërogliefen

Een hiëroglief of hiëroglyfe is een pictogram dat een woord, morfeem of klank uitbeeldt en onderdeel is van een pictografisch schrift. De term verwees oorspronkelijk naar de Egyptische hiërogliefen. De naam van de tekens is via het Frans ontleend aan het Grieks, waarin het heilige inkervingen betekent. Alleen Indiaanse en Chinese hiërogliefen worden in de 21e eeuw nog gebruikt.

## Overzicht

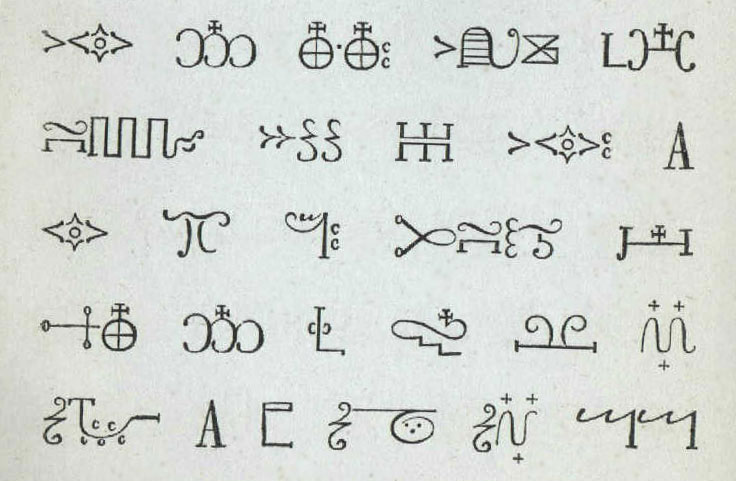
Mi'kmaqtekens

Volgens latere taalkundigen wordt met hiëroglief een van de volgende schriftsoorten bedoeld:
- antieke hiërogliefen
  - Egyptische hiërogliefen
  - Anatolische hiërogliefen
  - Maya-hiërogliefen
- moderne hiërogliefen
  - Noord-Amerikaanse Mi'kmaqtekens
  - Chinese hanzi